# FK Stroemska Slava Radomir
FK Stroemska Slava Radomir (Bulgaars: ФК Струмска слава) is een Bulgaarse betaaldvoetbalclub uit de stad Radomir, opgericht in 1927. In 2017 promoveerde de club vanuit het hoogste amateurniveau naar de Vtora Liga.

## Erelijst
Treta Liga
- Winnaar (1): 2016/17

## Naamswijzigingen
- 1927-1949 – Stroemska Slava
- 1949-1969 – Tsjerveno zname
- 1969-1999 – Stroemska Slava
- 1999-2000 – Меtaloerg
- 2000-???? – Stroemska Slava

Pirin Blagoëvgrad · 
Dobroedzja Dobritsj · 
Marek Doepnitsa ·
Fratrija ·
Lokomotiv Gorna Orjachovitsa ·
Jantra · 
Litex Lovetsj · 
Loedogorets II ·  
Montana · 
Nesebar ·
Minjor Pernik ·
Belasitsa Petritsj ·   
Spartak Pleven ·   
Botev Plovdiv II ·
Doenav Roese ·
Stroemska Slava Radomir · 
CSKA 1948 Sofia II · 
CSKA Sofia II ·
Sportist Svoge · 
Etar Veliko Tarnovo